# Kevin Patrick Walls
Kevin Patrick Walls(1970) es un actor estadounidense que ha interpretado a varios personajes en papeles menores.
Se presentó para el papel de Billy Loomis de la película de Scream (1996) pero perdió el papel, ganándolo Skeet Ulrich. Sin embargo, en compensación por la pérdida del papel, se le dio el de Steven Orth, el novio de Casey Becker —Drew Barrymore—. El personaje fue destripado en la escena inicial de Scream convirtiéndolo en la primera víctima de Ghostface. Además, es mencionado de nuevo en Scream 2.

## Filmografía

### Películas
- Sweet Underground (2004)
- Soulkeeper (2001)
- Love is strange (1999)
- Blade (1998)
- Stricken (1998)
- Seed (1997)
- Friend of the family II (1996)
- Scream (1996)
- Cyberella: forbidden passions (1996)
- The courpse had a familiar face (1994)

### Televisión
- Realizó una aparición como LaSalle en Seven days en el 2000.
- Apareció como Randy Strunk en The practice en el 1999.
- Realizó una aparición especial en The pretender como Petty Officer Mike Baker en el 1997.
- Apareció como Jack Klausner en Picket fences en el 1996.